# Campeonato da Europa de Atletismo de 2016 - 3000 m com obstáculos feminino
A prova dos 3000 metros com obstáculos feminino do Campeonato da Europa de Atletismo de 2016 foi disputada entre os dias 8 e 10 de julho de 2016 no Estádio Olímpico de Amsterdã em Amesterdão,  nos Países Baixos. 

## Recordes
Antes desta competição, os recordes mundiais e do campeonato nesta prova eram os seguintes:
|                       | Nome             | Nacionalidade | Tempo   | Local     | Data                 |
| --------------------- | ---------------- | ------------- | ------- | --------- | -------------------- |
| Recorde mundial       | Gulnara Samitova | Rússia        | 8m58s81 | Pequim    | 17 de agosto de 2008 |
| Recorde do campeonato | Yuliya Zarudneva | Rússia        | 9m17s57 | Barcelona | 30 de julho de 2010  |
| Recorde europeu       | Gulnara Samitova | Rússia        | 8m58s81 | Pequim    | 17 de agosto de 2008 |

## Medalhistas
| Ouro                        | Prata            | Bronze           |
| Gesa-Felicitas Krause (GER) | Luiza Gega (ALB) | Özlem Kaya (TUR) |

## Cronograma
Todos os horários são locais (UTC+2).
| Data        | Hora  | Evento  |
| ----------- | ----- | ------- |
| 8 de julho  | 13:30 | Bateria |
| 10 de julho | 17:15 | Final   |

## Resultados

### Bateria
Qualificação: 5 atletas de cada bateria (Q) mais os 5 melhores qualificados (q).
| Posição | Bateria | Atleta                | Nacionalidade | Tempo    | Notas           |
| ------- | ------- | --------------------- | ------------- | -------- | --------------- |
| 1       | 2       | Luiza Gega            | Albânia       | 9:38.87  | Q               |
| 2       | 2       | Fabienne Schlumpf     | Suíça         | 9:40.28  | Q,              |
| 3       | 2       | Sandra Eriksson       | Finlândia     | 9:41.16  | Q               |
| 4       | 2       | Mariya Shatalova      | Ucrânia       | 9:41.65  | Q               |
| 5       | 2       | Sara Louise Treacy    | Irlanda       | 9:42.16  | Q,              |
| 6       | 1       | Gesa-Felicitas Krause | Alemanha      | 9:43.81  | Q               |
| 7       | 1       | Özlem Kaya            | Turquia       | 9:44.41  | Q               |
| 8       | 2       | Kerry O'Flaherty      | Irlanda       | 9:45.53  | q               |
| 9       | 1       | Meryem Akda           | Turquia       | 9:45.69  | Q               |
| 10      | 2       | Diana Martín          | Espanha       | 9:45.90  | q               |
| 11      | 1       | Michele Finn          | Irlanda       | 9:45.93  | Q,              |
| 12      | 1       | Matylda Kowal         | Polónia       | 9:46.25  | Q               |
| 13      | 1       | Nastassia Puzakova    | Bielorrússia  | 9:46.36  | q,              |
| 14      | 2       | Maya Rehberg          | Alemanha      | 9:47.32  | q               |
| 15      | 1       | Ingeborg Løvnes       | Noruega       | 9:47.50  | q               |
| 16      | 1       | Lennie Waite          | Grã-Bretanha  | 9:48.46  |                 |
| 17      | 2       | Ancuța Bobocel        | Roménia       | 9:48.91  |                 |
| 18      | 1       | Jana Sussmann         | Alemanha      | 9:49.04  |                 |
| 19      | 2       | Maria Larsson         | Suécia        | 9:50.16  | Recorde pessoal |
| 20      | 1       | Camilla Richardsson   | Finlândia     | 9:54.80  |                 |
| 21      | 1       | Maeva Danois          | França        | 9:58.73  |                 |
| 22      | 2       | Viktória Gyürkés      | Hungria       | 9:59.08  |                 |
| 23      | 2       | Rosie Clarke          | Grã-Bretanha  | 10:00.25 |                 |
| 24      | 1       | Irene Sánchez         | Espanha       | 10:08.12 |                 |
| 25      | 1       | Lucie Sekanová        | Chéquia       | 10:10.93 |                 |
| 26      | 1       | Zita Kácser           | Hungria       | 10:19.74 |                 |
| 27      | 2       | Elif Karabulut        | Turquia       | DNF      |                 |
| 28      | 2       | Maruša Mišmaš         | Eslovênia     | DNS      |                 |

### Final
| Posição           | Atleta                | Nacionalidade | Tempo   | Notas                |
| ----------------- | --------------------- | ------------- | ------- | -------------------- |
| Medalha de ouro   | Gesa-Felicitas Krause | Alemanha      | 9:18.85 | EL                   |
| Medalha de prata  | Luiza Gega            | Albânia       | 9:28.52 | Recorde nacional     |
| Medalha de bronze | Özlem Kaya            | Turquia       | 9:35.05 | Recorde da temporada |
| 4                 | Mariya Shatalova      | Ucrânia       | 9:38.17 | Recorde da temporada |
| 5                 | Fabienne Schlumpf     | Suíça         | 9:40.01 | Recorde da temporada |
| 6                 | Nastassia Puzakova    | Bielorrússia  | 9:42.91 | Recorde pessoal      |
| 7                 | Michele Finn          | Irlanda       | 9:43.19 | Recorde pessoal      |
| 8                 | Diana Martín          | Espanha       | 9:43.65 |                      |
| 9                 | Sara Louise Treacy    | Irlanda       | 9:45.19 |                      |
| 10                | Sandra Eriksson       | Finlândia     | 9:45.71 |                      |
| 11                | Ingeborg Løvnes       | Noruega       | 9:45.75 |                      |
| 12                | Kerry O'Flaherty      | Irlanda       | 9:45.88 |                      |
| 13                | Meryem Akda           | Turquia       | 9:55.42 |                      |
| 14                | Matylda Kowal         | Polónia       | 9:57.27 |                      |
| 15                | Maya Rehberg          | Alemanha      | DSSQ    | R169.7a              |

Legenda
| Recorde mundial       | Recorde mundial (World record)               |                       | Recorde africano                      | Recorde africano (African) |                                           | Q | Classificado por posição (Qualified) |
| Recorde do campeonato | Recorde do campeonato (Championship record)  | Recorde da América    | Recorde da América (Americas)         | q                          | Classificado por melhor tempo (Qualified) |   |                                      |
| Melhor marca do ano   | Melhor marca do ano (World leading)          | Recorde asiático      | Recorde asiático (Asian)              | DNS                        | Não largou (Did not start)                |   |                                      |
| Recorde nacional      | Recorde nacional (National record)           | Recorde europeu       | Recorde europeu (European)            | DNF                        | Não terminou (Did not finish)             |   |                                      |
| Recorde pessoal       | Recorde pessoal do atleta (Personal best)    | Recorde da Oceania    | Recorde da Oceania (Oceania)          | DSQ / DQ                   | Desclassificado (Disqualified)            |   |                                      |
| Recorde da temporada  | Recorde da temporada do atleta (Season best) | Recorde sul-americano | Recorde sul-americano (South America) | NM                         | Sem marca (No mark)                       |   |                                      |